# 2012年ロンドンオリンピックのオランダ選手団
2012年ロンドンオリンピックのオランダ選手団（2012ねんロンドンオリンピックのオランダせんしゅだん）は、2012年7月27日から8月12日にかけてイギリスの首都ロンドンで開催された2012年ロンドンオリンピックのオランダ選手団、およびその競技結果。

## 概要
今大会は金メダル6個、銀メダル6個、銅メダル8個の合計20個のメダルを獲得した。

## メダル
| メダル | 選手名 | 競技       | 種目                   | 日付（現地） |
| ------ | --- | ---------- | ---------------------- | ------------ |
| 金     | ラノミ・クロモウィジョジョ | 競泳       | 女子50m自由形          | 8月4日       |
| 金     | ラノミ・クロモウィジョジョ | 競泳       | 女子100m自由形         | 8月2日       |
| 金     | キティ・ファン・マーレ カーリン・ディルクス・ファン・デン・フーブル ケリー・ヨンカー マルチェ・ホデリ リデバイ・ベルテン マルチェ・ポーメン ナオミ・ファン・アス エレン・フーフ ソフィー・ポルカンプ ジョイス・ソムブルク キム・ラメルス エバ・デ・グーデ マリリン・アグリオティ メレル・デ・ブライ マルゴ・ファン・ヘフェン カイア・ファン・マサクル                           | ホッケー   | 女子                   | 8月10日      |
| 金     | ユプケ・ゾンダーランド | 体操       | 男子鉄棒               | 8月7日       |
| 金     | ドリアン・ファン・レイセルベルヘ | セーリング | 男子RS-X級             | 8月7日       |
| 金     | マリアンヌ・フォス | 自転車     | 女子個人ロード         | 7月29日      |
| 銀     | インヘ・デッカー マルリーン・フェルトハイス フェムケ・ヘームスケルク ラノミ・クロモウィジョジョ | 競泳       | 女子4×100mリレー       | 7月28日      |
| 銀     | ヤープ・ストックマン クラース・フェルムーレン マルセル・バルケスタイン バウター・ヨリー ロデリック・ベーストホフ ロベルト・ケンペルマン テーン・デ・ノーアイエル サンデル・バールト フロリス・エフェルス ボブ・デ・フォーグド サンデル・デ・ワイン ロヒエル・ホフマン ロベルト・ファン・デル・ホルスト ビリー・バッケル ファレンティン・フェルガ ミンク・ファンデルウェールデン | ホッケー   | 男子                   | 8月11日      |
| 銀     | マリト・ボウンメスター | セーリング | 女子レーザーラジアル級 | 8月6日       |
| 銀     | アデリンデ・コルネリセン | 馬術       | 馬場馬術個人           | 8月9日       |
| 銀     | ヘルコ・シュローダー | 馬術       | 障害飛越個人           | 8月8日       |
| 銀     | ユル・フライリンフ マイケル・ファン・デル・フルーテン マルク・ハウトザハー ヘルコ・シュローダー | 馬術       | 障害飛越団体           | 8月7日       |
| 銅     | マルリーン・フェルトハイス | 競泳       | 女子50m自由形          | 8月4日       |
| 銅     | ヤコビネ・フェーンホーフェン ニーンケ・キングマ ハンタル・アフテルベルフ シツケ・デ・フロート ロリネ・レペラー・ファン・ドリール クラウディア・ベルデルボス カルリネ・バウ アンネミーク・デ・ハーン アンネ・シェレケンス | ボート     | 女子舵つきエイト       | 8月2日       |
| 銅     | ロブケ・ベルクート リサ・ウェスターホフ | セーリング | 女子470級              | 8月10日      |
| 銅     | テーン・ムルダー | 自転車     | 男子ケイリン           | 8月7日       |
| 銅     | ラウラ・スミュルデルス | 自転車     | 女子BMX                | 8月10日      |
| 銅     | アンキー・ファンフルンスフェン エドワルト・ハル アデリンデ・コルネリセン | 馬術       | 馬場馬術団体           | 8月7日       |
| 銅     | ヘンク・フロル | 柔道       | 男子100kg級            | 8月2日       |
| 銅     | エディス・ボッシュ | 柔道       | 女子70kg級             | 8月1日       |